# Acacia extensa
Acacia extensa é uma espécie de leguminosa do gênero Acacia, pertencente à família Fabaceae.